# اسکویل جنکینس
 اسکویل جنکینس (انگلیسی: Scoville Jenkins؛ زاده ۲۳ اوت ۱۹۸۶) یک تنیس‌باز اهل ایالات متحده آمریکا است.